# مقاطعة حافون
مقاطعة حافون (بالصومالية: Degmada Xaafuun)‏ هي مقاطعة في محافظة باري بولاية بونتلاند شمال شرق الصومال، تطل على مضيق غواردافوي وعاصمتها حافون.